# Ocalaria pavina
Ocalaria pavina är en fjärilsart som beskrevs av William Schaus 1916. Ocalaria pavina ingår i släktet Ocalaria och familjen nattflyn. Inga underarter finns listade i Catalogue of Life.